# Posición general
En la geometría, el concepto de posición general para un conjunto de objetos geométricos se refiere, de manera informal, a que no existan más relaciones de dependencia entre ellos de las que son necesarias.
Por ejemplo, en el contexto de geometría del plano, un conjunto de puntos en el plano está en posición general si no existe tres de ellos que sean colineales y par de rectas está en posición general si no son paralelas.
La definición específica de posición general es dependiente del contexto (y por tanto, de las relaciones de interés en el discurso). 
- Datos: Q591310